# Кулибали, Сулейман (футболист, 2001)
Сулейман Кулибали (фр. Souleymane Coulibaly; Пустой шаблон {{ВД-Преамбула}} ) — ивуарийский футболист, защитник шведского «Вернаму».

## Клубная карьера
Взрослую карьеру начал в клубе «Стелла д’Аджаме», выступавшей в ивуарийской Премьер-лиге. В июле 2021 года перешёл в «АСЕК Мимозас», с которым становился несколько раз чемпионом и выигрывал кубок страны. На международной арене выступал в африканских континентальных турнирах. В августе 2023 года на правах аренды перешёл в израильский «Хапоэль» из Хадеры. В его составе дебютировал в чемпионате Израиля 26 августа во встрече с «Хапоэлем» из Беэр-Шевы. За время аренды провёл 18 матчей во всех турнирах. После окончания соглашения вернулся в «АСЕК Мимозас».
11 июля 2025 года перешёл в шведский «Вернаму», подписав контракт, рассчитанный на два с половиной года. 13 июля в матче с «Юргорденом» дебютировал за клуб в чемпионате страны.

## Карьера в сборной
В 2022 году дебютировал за национальную сборную Кот-д’Ивуара в отборочном матче Чемпионата африканских наций с Буркина-Фасо. В январе 2023 года в её составе участвовал в финальном турнире, где сборная дошла до четвертьфинала, в котором уступила Алжиру.

## Статистика в сборной
| Матчи и голы Сулеймана Кулибали за национальную сборную Кот-д’Ивуара | Матчи и голы Сулеймана Кулибали за национальную сборную Кот-д’Ивуара | Матчи и голы Сулеймана Кулибали за национальную сборную Кот-д’Ивуара | Матчи и голы Сулеймана Кулибали за национальную сборную Кот-д’Ивуара | Матчи и голы Сулеймана Кулибали за национальную сборную Кот-д’Ивуара | Матчи и голы Сулеймана Кулибали за национальную сборную Кот-д’Ивуара |
| №                                                                    | Дата                                                                 | Оппонент                                                             | Счёт                                                                 | Голы                                                                 | Соревнование                                                         |
| -------------------------------------------------------------------- | -------------------------------------------------------------------- | -------------------------------------------------------------------- | -------------------------------------------------------------------- | -------------------------------------------------------------------- | -------------------------------------------------------------------- |
| 1                                                                    | 27 августа 2022                                                      | Буркина-Фасо                                                         | 0:0                                                                  | 0                                                                    | Отборочные матчи ЧАН-2022                                            |
| 2                                                                    | 4 сентября 2022                                                      | Буркина-Фасо                                                         | 0:0 (3:5 пен.)                                                       | 0                                                                    | Отборочные матчи ЧАН-2022                                            |
| 3                                                                    | 14 января 2023                                                       | Сенегал                                                              | 0:1                                                                  | 0                                                                    | Чемпионат африканских наций 2022                                     |
| 4                                                                    | 18 января 2023                                                       | ДР Конго                                                             | 0:0                                                                  | 0                                                                    | Чемпионат африканских наций 2022                                     |
| 5                                                                    | 22 января 2023                                                       | Уганда                                                               | 3:1                                                                  | 0                                                                    | Чемпионат африканских наций 2022                                     |
| 6                                                                    | 27 января 2023                                                       | Алжир                                                                | 0:1                                                                  | 0                                                                    | Чемпионат африканских наций 2022                                     |

Итого:6 матчей и 0 голов; 2 победы, 2 ничьи, 2 поражения.